# Jaciment arqueològic de la Masia
La Masia és un jaciment arqueològic que es troba a Sant Pere de Riudebitlles (l'Alt Penedès), inclòs a l'Inventari del Patrimoni Arqueològic i Paleontològic de Catalunya.
S'han trobat restes d'ocupacions paleolítiques, corresponents a un taller de sílex i romanes republicanes, corresponents a una explotació agrícola. És en terrenys de conreu en feixes amb dos corrents d'aigua molt propers: el torrent de Barquies i el torrent de la Masia. Les troballes, corresponents al Paleolític mitjà, són d'indústria lítica del mosterià de tipus levallois.